# 공소장
공소장이란 공소을 제기함에 있어 법원에 제출하는 서류로 검사가 특정 형사사건 심판을 구하기 한 법률행위적 소송행위의 기본이 된다

## 관련 법률
형사소송법 제254조(공소제기의 방식과 공소장)
①공소를 제기함에는 공소장을 관할법원에 제출하여야 한다.
②공소장에는 피고인수에 상응한 부본을 첨부하여야 한다.
③공소장에는 다음 사항을 기재하여야 한다.
1. 피고인의 성명 기타 피고인을 특정할 수 있는 사항
2. 죄명
3. 공소사실
4. 적용법조
④공소사실의 기재는 범죄의 시일, 장소와 방법을 명시하여 사실을 특정할 수 있도록 하여야 한다.
⑤수개의 범죄사실과 적용법조를 예비적 또는 택일적으로 기재할 수 있다.

## 같이 보기
- 공소권
- 공소장일본주의
- 공소장 변경
- 공소사실